# Její pastorkyňa
Její pastorkyňa je opera Leoše Janáčka, jejíž libreto skladatel vytvořil úpravou (zkrácením) stejnojmenného dramatu Gabriely Preissové. Na operních scénách mimo Česko je zpravidla uváděna pod názvem Jenůfa.

## Osoby
| Role                                                | Hlas                    | Premiéra, 21. ledna 1904      |
| --------------------------------------------------- | ----------------------- | ----------------------------- |
| Stařenka Buryjovka, výminkářka a hospodyně ve mlýně | mezzosoprán nebo alt    | Věra Pivoňková                |
| Laca Klemeň, nevlastní bratr Števy, vnuk stařenky   | tenor                   | Alois Staněk-Doubravský       |
| Števa Buryja, nevlastní bratr Laci, vnuk stařenky   | tenor                   | Bohdan Procházka              |
| Kostelnička Buryjovka, vdova, stařenčina snacha     | soprán                  | Leopoldina Hanusová-Svobodová |
| Jenůfa, její pastorkyňa                             | soprán                  | Marie Kabeláčová              |
| Stárek                                              | bas                     | Karel Benýško                 |
| Rychtář                                             | bas                     | Alois Pivoňka                 |
| Rychtářka                                           | soprán nebo mezzosoprán | Ema Kučerová                  |
| Karolka, jejich dcera                               | soprán nebo mezzosoprán | Růžena Kasperová              |

## Historie vzniku
Divadelní hra Gabriely Preissové měla premiéru 9. listopadu 1890. Na rozdíl od předchozí autorčiny hry Gazdina roba neměla příliš velký úspěch. Přesto byla uvedena ještě v Brně, kde se s ní seznámil i Janáček. Po pozdějších úspěších opery Preissová v letech 1929–1930 drama přepsala do podoby románu.
V roce 1893 Leoš Janáček požádal autorku o svolení dílo zhudebnit. Ač autorka zpočátku nesouhlasila, Janáček do roku 1895 hru zkrátil do podoby libreta. Zvláštností je, že zachoval prozaickou formu, čímž se stal jedním z průkopníků opery zpívané v próze. Místo veršů si v libretu vypomáhá častým opakováním motivů a vět.
Na vlastní opeře pracoval několik let a práci dokončil až 18. ledna 1903. Národní divadlo v Praze operu odmítlo. Šéfdirigentem byl Karel Kovařovic, který měl s Janáčkem osobní rozepře. Proto byla opera nastudována v Brně a premiéra se uskutečnila 21. ledna 1904 v Divadle na Veveří. Opera sklidila obrovský úspěch. V pražském Národním divadle byla uvedena až v roce 1916 a to po Janáčkových i Kovařovicových úpravách. Sklidila opět úspěch. Poté byla nastudována ve Vídni (1918) a dalších metropolích.
Americká premiéra v Metropolitní opeře v New Yorku proběhla dne 6. prosince 1924. Opera byla uvedena v němčině v překladu Maxe Broda. Dirigoval Artur Bodanzky, titulní roli zpívala Maria Jeritza, která se rovněž zasloužila o toto uvedení. Od roku 1974 se opera uváděla v anglickém překladu (premiéra 15. listopadu 1974) představení řídil John Nelson. V češtině byla opera poprvé uvedena 19. prosince 1992, kdy hlavní roli zpívala Gabriela Beňačková a představení řídil James Conlon. Další české uvedení proběhlo 29. ledna 2007 pod taktovkou Jiřího Bělohlávka.
Dnes patří k repertoáru mnoha světových oper. Je většinou uváděna v češtině, s originálním textem libreta.

## Děj

### 1. dějství
V podhorském mlýně nedaleko vesnice hospodaří svým dvěma vnukům, nevlastním bratrům – mlynáři Števovi a mládkovi Lacovi – stařenka Buryjovka. Vypomáhá jí Jenůfa, příbuzná obou bratrů, pastorkyně (schovanka) vdovy Kostelničky Buryjovky, která svým statečným přístupem k životu vzbuzuje respekt celé vsi. Jenůfa se zamilovala do lehkovážného vesnického krasavce Števy. S neklidem vyhlíží jeho návrat z města, kam byl předvolán k odvodu. Nikdo zatím netuší, že Jenůfa očekává Števovo dítě – nástup na vojnu by ovšem jejich sňatek překazil. Jenůfu upřímně miluje mládek Laca, bratrovi dívku nepřeje a rád by ji získal pro sebe. Jenůfku stále žárlivě střeží. Števa odveden nebyl. Vrací se v povznešené náladě v doprovodu rekrutů do mlýna a furiantsky se před Jenůfou vychloubá úspěchy u místních děvčat. Mezi rozjařenou mládež náhle vstoupí Kostelnička. Přísná pěstounka Jenůfy rozhodně nedovolí, aby se Števa o její pastorkyni ucházel dříve než po roce, pokud zanechá pití. Zděšená Jenůfa ví, jak si nevlastní matka zakládá na její výchově, proto Števovi domlouvá, aby se s ní udobřil. Laca nesmiřitelně žárlí na bratra, kterého láká jen Jenůfina krása, a proto při potyčce poraní dívčinu tvář nožem.

### 2. dějství
Kostelnička ukrývá ve svém domku Jenůfu i s narozeným Števovým synkem. Ze svatby sešlo, Števovi se Jenůfa s poznamenanou tváří znelíbila. Kostelnička poklesek své schovanky před lidmi tají, aby zachránila dívčinu pověst a svou autoritu. Rozhlásila proto po vsi, že poslala Jenůfu do Vídně sloužit. Kostelnička pozve Števu k rozmluvě a pokoří se před ním, aby ho přece jen přiměla ke sňatku s pastorkyní. Její zoufalé prosby jsou marné, Števova náklonnost k Jenůfce zcela zmizela. Dokonce si brzy bude brát Karolku, rychtářovu dceru. Jen Laca pevně trvá na svém úmyslu ucházet se o Jenůfu, i když mu Kostelnička prozradí dívčino neštěstí. Lacu přece jen na okamžik zarazí zmínka o Števově dítěti. Kostelnička se v rozrušení rozhodne k hroznému činu: zatímco Jenůfa únavou usne, Kostelnička vyběhne s nemluvnětem do mrazivé noci a utopí ho v mlýnském náhonu. Později pastorkyni i Lacovi namluví, že děcko zemřelo, když Jenůfa spala, a je již pohřbeno. Když Jenůfa přistoupí na sňatek s Lacou, Kostelnička má za to, že zachránila budoucnost milované pastorkyně. Vlastní, dosud čisté svědomí, však zatížila těžkou vinou.

### 3. dějství
Blíží se svatební obřady Jenůfy a Laci. Též Števa a Karolka se budou brzy brát. Jen Kostelnička je úplně proměněná: z energické ženy, vždy plné rozhodnosti, zbývá velmi málo. Sužují ji zlé výčitky svědomí. Svatebčané se scházejí, děvčata vážné Jenůfce zpívají, prohlíží se výbava. Stařenka Buryjovka uděluje dvojici požehnání a též dojatá Kostelnička chce učinit stejně. Nebude jí dopřáno! Venku se strhne křik – pasáček přibíhá s úděsnou zprávou, že dělníci z pivovaru objevili pod ledem ve strouze zmrzlé děcko. V nastalé vřavě Jenůfa zjistí, že jde o jejího mrtvého synka, a označí Števu za otce. Než se rozvášněný dav stačí na nešťastnou dívku vrhnout, Kostelnička se přiznává. Nechá se rychtářem odvést a u soudu chce svou vinu doznat, aby se zbavila deptající tíhy na duši. Jenůfa si uvědomuje bezmeznou oběť své pěstounky a vše jí odpouští. Ze svatby Karolky a Števy také sešlo. Všichni zdrceně odcházejí. Jenůfka vyzve Lacu, ať odejde s ostatními. Laca jí naopak slibuje nést po jejím boku všechna příkoří – však jednou nastane čas, kdy zasvitne slunce nad společnou cestou životem.

## Filmová adaptace
- Její pastorkyňa - český film režiséra Rudolfa Měšťáka z roku 1929.
- Její pastorkyně - český film režiséra Miroslava Cikána z roku 1938.
- Její pastorkyňa - televizní inscenace opery režisérky Evy Marie Bergerové z roku 1983.